# Inside Out (álbum de Bon Jovi)
Inside Out es el segundo álbum en vivo de la agrupación estadounidense Bon Jovi, publicado el 27 de noviembre de 2012. Únicamente se puede adquirir mediante descarga digital por iTunes. También existe una versión en DVD de este álbum con actuaciones en vivo, pero es difícil de encontrar y solamente se vende en promociones especiales.

## Lista de canciones
1. "Blood On Blood" - 6:20
2. "Lost Highway" - 4:14
3. "Born To Be My Baby" - 5:23
4. "You Give Love a Bad Name" - 3:50
5. "Whole Lot of Leavin'" - 4:41
6. "Raise Your Hands" - 5:00
7. "We Got It Going On" - 4:53
8. "Have a Nice Day" - 4:06
9. "It's My Life" - 4:03
10. " I'll Be There For You" - 7:20
11. "We Weren't Born To Follow" - 4:14
12. "Wanted Dead or Alive" - 5:40
13. "Livin' On a Prayer" - 6:20
14. "Keep the Faith" - 7:10

## Listas de éxitos

### Semanales
| Lista (2013)                          | Posición |
| ------------------------------------- | -------- |
| Estados Unidos (Billboard 200)        | 196      |
| Estados Unidos (Top Rock Albums)      | 10       |
| Estados Unidos (Top Hard Rock Albums) | 40       |